# Conjectura de SYZ
A conjectura de SYZ é uma tentativa de entender a conjectura de simetria espelho, uma questão em física teórica e matemática. A conjectura original foi proposta em um artigo por Strominger, Yau e Zaslow, intitulado "Mirror Symmetry is T-duality".
Juntamente com a conjectura de simetria espelho homológica, é uma das ferramentas mais exploradas para entender a simetria espelho em termos matemáticos. Enquanto a simetria espelho homological é baseado em álgebra homológica, a conjectura SYZ é uma realização geométrica da simetria especular.